# 17. ваздушно-десантска дивизија
17. ваздушно-десантска дивизија је била падобранска формација Армије САД током Другог светског рата, којом је командовао генерал-мајор Вилијам М. Мајли.